# Кольбуди
Кольбуди (пол. Kolbudy, нім. Ober Kahlbude) — село в Польщі, у гміні Кольбуди Ґданського повіту Поморського воєводства.
Населення — 3606 осіб (2011).

## Демографія
Демографічна структура станом на 31 березня 2011 року:
|          | Загалом | Допрацездатний вік | Працездатний вік | Постпрацездатний вік |
| -------- | ------- | ------------------ | ---------------- | -------------------- |
| Чоловіки | 1773    | 365                | 1261             | 147                  |
| Жінки    | 1833    | 371                | 1125             | 337                  |
| Разом    | 3606    | 736                | 2386             | 484                  |